# Mahajilo
Der Mahajilo ist ein Fluss in Madagaskar. Er ist der zweitlängste Quellfluss des Tsiribihina.

## Verlauf
Der Mahajilo entsteht aus der Vereinigung seiner beiden Quellflüsse Sakay und Kitsamby. Der Sakay entspringt östlich von Tsiroanomandidy auf 1400 Metern Höhe aus einem sumpfigen Plateau und fließt in südwestliche Richtung. Der aus Osten kommende Kitsamby entspringt westlich von Tsiroanomandidy, in der Nähe des Berges Tsiafajavona auf 2500 Metern. Der Mahajilo fließt in westliche Richtung und hat stellenweise ein starkes Gefälle. Der Fluss bildet die Grenze zwischen den beiden Regionen Bongolava und Vakinankaratra. Er vereinigt sich in der Region Menabe mit dem Mania und bildet dabei den Tsiribihina.

## Hydrometrie
Die Durchflussmenge des Mahajilo wurde an der hydrologischen Station Miandrivazo bei fast dem gesamten Einzugsgebiet, über die Jahre 1981 bis 1983 gemittelt, gemessen (in m³/s).